# Stuart Jakab skóciai régens
Stuart Jakab (Skót Királyság, 1531 körül – Linlithgow, 1570. január 21./23), angolul: James Stewart, 1st Earl of Moray, Regent of Scotland, skót (angol) nyelven: James Stewart, 1st Yerl o Moray, Regent o Scotland, skót gaelül: Seumas Stiùbhart, Iarla Mhoireibh, Tàinistear na h-Alba, franciául: James Stuart, 1er comte de Moray, latinul: Iacobus Comes Moraviensis, Moray grófja, a Skót Királyság régense, Stuart Mária királynő bátyja, V. Jakab skót királynak  házasságon kívül született gyermeke volt. Ő kényszerítette lemondásra húgát a fia, az ő unokaöccse, az akkor egyéves VI. Jakab javára.

## Élete
V. (Stuart) Jakab skót királynak Margaret Erskine úrnővel folytatott házasságon kívüli viszonyából származó fia.
Húga I. Mária skót királynő. 1551. február 7-én törvényesítették. 1559-ben a John Knox vezette skót presniteriánus hitre tért.
1562. február 8-án feleségül vette Agnes Keith marischali grófnőt.

## Színház és filmművészet
A Mária, a skótok királynője (Mary, Queen of Scots) című 1971-es brit filmben, amelyet Charles Jarrott rendezett Vanessa Redgrave címszereplésével, Angliai Erzsébet bőrébe Glenda Jackson bújt, míg a skót királynő második, meggyilkolt férje Timothy Dalton volt. A skót királynő harmadik férjét, James Hepburnt, Bothwell 4. grófját Nigel Davenport játszotta. Stuart Mária bátyját, a királynő lemondatásában legnagyobb szerepet játszó Stuart Jakabot, Moray grófját pedig Patrick McGoohan jelenítette meg a filmvásznon.
A korona aranyból van,  egy a Magyar Televízióban 1979-ban bemutatott tévéjátékában Kocsis István azonos című írása után Radó Gyula rendezésében a királynő intrikus bátyját, Moray grófját Tordy Géza alakította. Stuart Mária Tarján Györgyi volt, míg Bothwell grófját Koltai Róbert játszotta.
Az uralkodónő című sorozatban jelent meg a 4. egyben utolsó évadban, akit Dan Jeannotte alakított.

## Gyermekei
- Felesége Agnes Keith (1540 körül–1588),[3] 3 leány:
  - Erzsébet (1565–1591), Moray grófnője suo iure,[4] férje Stuart Jakab (1565 körül–1591/2), Moray grófja iure uxoris,[5] 5 gyermek
  - Annabella (1566/9–1572)
  - Margit (1569/70–1586), férje Francis Hay (1564–1631), Erroll grófja,[6] gyermekei nem születtek